# Vasili Smîslov

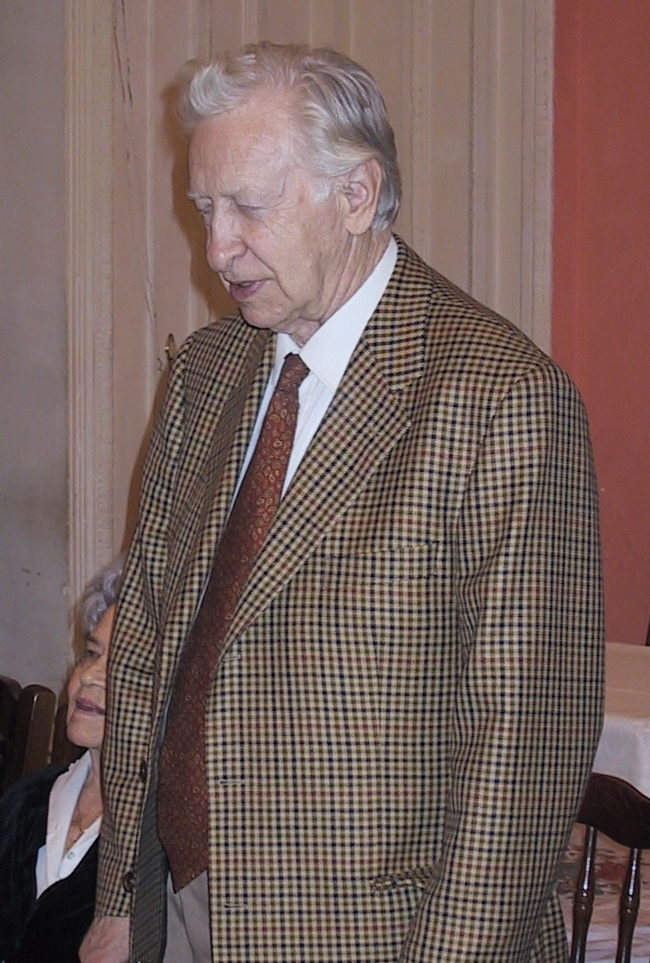
Vasili Smîslov în 2002

Vasili Vasilievici Smîslov (în limba rusă Васи́лий Васильевич Смысло́в n. 24 martie 1921, Moscova, Gubernia Moscova⁠(d), RSFS Rusă – d. 27 martie 2010, Moscova, Rusia) a fost un mare maestru internațional rus de șah și fost campion mondial (1957-1958).

## Legături externe
Materiale media legate de Vasili Smîslov la Wikimedia Commons
- Vasili Smîslov at ChessGames.com
- Interview with Vassily Smyslov
- Vasily Smyslov – Daily Telegraph obituary
- Smyslov's Chess Record
- Visa with photo 1962